# أناليزه كابلان
أناليزه كابلان (بالألمانية: Anneliese Kaplan)‏ هي ممثلة ألمانية، ولدت في 12 مارس 1933 في هامبورغ في ألمانيا.

## وصلات خارجية
- أناليزه كابلان على موقع IMDb (الإنجليزية)
- أناليزه كابلان على موقع قاعدة بيانات الفيلم (الإنجليزية)